# Siluphora microtibiae
Siluphora microtibiae är en tvåvingeart som beskrevs av Ronald Henry Lambert Disney 1997. Siluphora microtibiae ingår i släktet Siluphora och familjen puckelflugor. Inga underarter finns listade i Catalogue of Life.